# Geschäftsgebühr
Die Geschäftsgebühr ist ein Begriff aus dem Rechtsanwaltsvergütungsgesetz.

## Entstehung
Eine Geschäftsgebühr entsteht für die anwaltliche Vertretung in nicht rechtshängigen Angelegenheiten. Die Geschäftsgebühr entsteht für das Betreiben des Geschäfts einschließlich der Information und für die Mitwirkung bei der Gestaltung eines Vertrages.

## Höhe
Die Geschäftsgebühr ist im Vergütungsverzeichnis des RVG beispielsweise unter der Nummer 2300 festgelegt. Bei dieser handelt sich um eine Rahmengebühr, sie kann zwischen 0,5 und 2,5 Gebühren betragen. Der Rechtsanwalt bestimmt im Einzelfall und unter Berücksichtigung aller Umstände (Umfang und Schwierigkeit der anwaltlichen Tätigkeit, der Bedeutung der Angelegenheit sowie Einkommens- und Vermögensverhältnisse) die konkrete Höhe der Gebühr nach billigem Ermessen.
Die anwaltliche Praxis hat zur Bemessung einer konkreten Gebühr in Angelegenheiten von durchschnittlichem Umfang die so genannte Mittelgebühr entwickelt, die sich dadurch ermitteln lässt, indem man die niedrigste und die höchste Gebühr addiert und die Summe halbiert. Bei der Geschäftsgebühr würde daher die Mittelgebühr bei Faktor 1,5 liegen. Der Gesetzgeber hat jedoch bestimmt, dass eine Gebühr von mehr als 1,3-fach nur dann gefordert werden kann, wenn die Tätigkeit umfangreich oder schwierig war. Diesen Grundsatz hatte der VI. Senat des BGH zwischenzeitlich modifiziert. Danach sollte der Rechtsanwalt mit Blick auf die ihm gemäß § 14 RVG zustehende Toleranzgrenze von 20 % bei der Ausübung von Ermessensentscheidungen im Rahmen der Festsetzung von Rahmengebühren berechtigt sein, im Regelfall den 1,5-fachen Satz der Gebühr zu verlangen (BGH VI ZR/273/11 Urteil vom 8. Mai 2012). Diese Modifikation hat der VIII. Senat des BGH inzwischen schon wieder verworfen. Er weist dabei darauf hin, dass diese Modifikation wegen des eindeutig entgegenstehenden Wortlauts des § 15 RVG contra legem ist und sich daher die Frage der Toleranzgrenze gemäß § 14 RVG erst dann stellt, wenn feststeht, dass die Angelegenheit im Sinne des § 15 RVG besonders umfangreich oder schwierig war (BGH VIII ZR/323/11 Urteil vom 10. Juli 2012). Daher wird in Angelegenheiten von durchschnittlichem Schwierigkeitsgrad und Umfang die Geschäftsgebühr in aller Regel bei dem 1,3-fachen Gebührensatz liegen. Nur wenn und soweit die Voraussetzungen im Einzelfall gegeben sind, kann sich dieser Gebührsatz auf den bis zu 2,5-fachen erhöhen.

## Anrechnung
Vertritt der Rechtsanwalt in derselben Angelegenheit seinen Mandanten sowohl außergerichtlich als auch gerichtlich, bleibt die Geschäftsgebühr in voller Höhe bestehen. Jedoch wird die Geschäftsgebühr hälftig, höchstens jedoch zu 0,75 auf die Verfahrensgebühr des nachfolgenden Rechtsstreites, angerechnet.
Der Gegner kann sich im Kostenfestsetzungsverfahren auf die Anrechnung berufen, soweit der Anspruch auf die Verfahrens- oder Geschäftsgebühr unstreitig erfüllt ist, wegen eines dieser beiden Gebühren gegen ihn ein Vollstreckungstitel besteht oder beide Gebühren in demselben Verfahren gegen ihn geltend gemacht werden (§ 15a RVG). Durch Einführung dieses Paragraphen am 5. August 2009 wurde die zuvor umstrittene Frage der Anrechnung gesetzlich geregelt. § 15a gilt nach inzwischen gefestigter Rechtsprechung auch für Verfahren vor Einführung von § 15a RVG, da diese Vorschrift nur eine Klarstellung der bisherigen Gesetzeslage darstellt.